# Archipiélago de Hochelaga

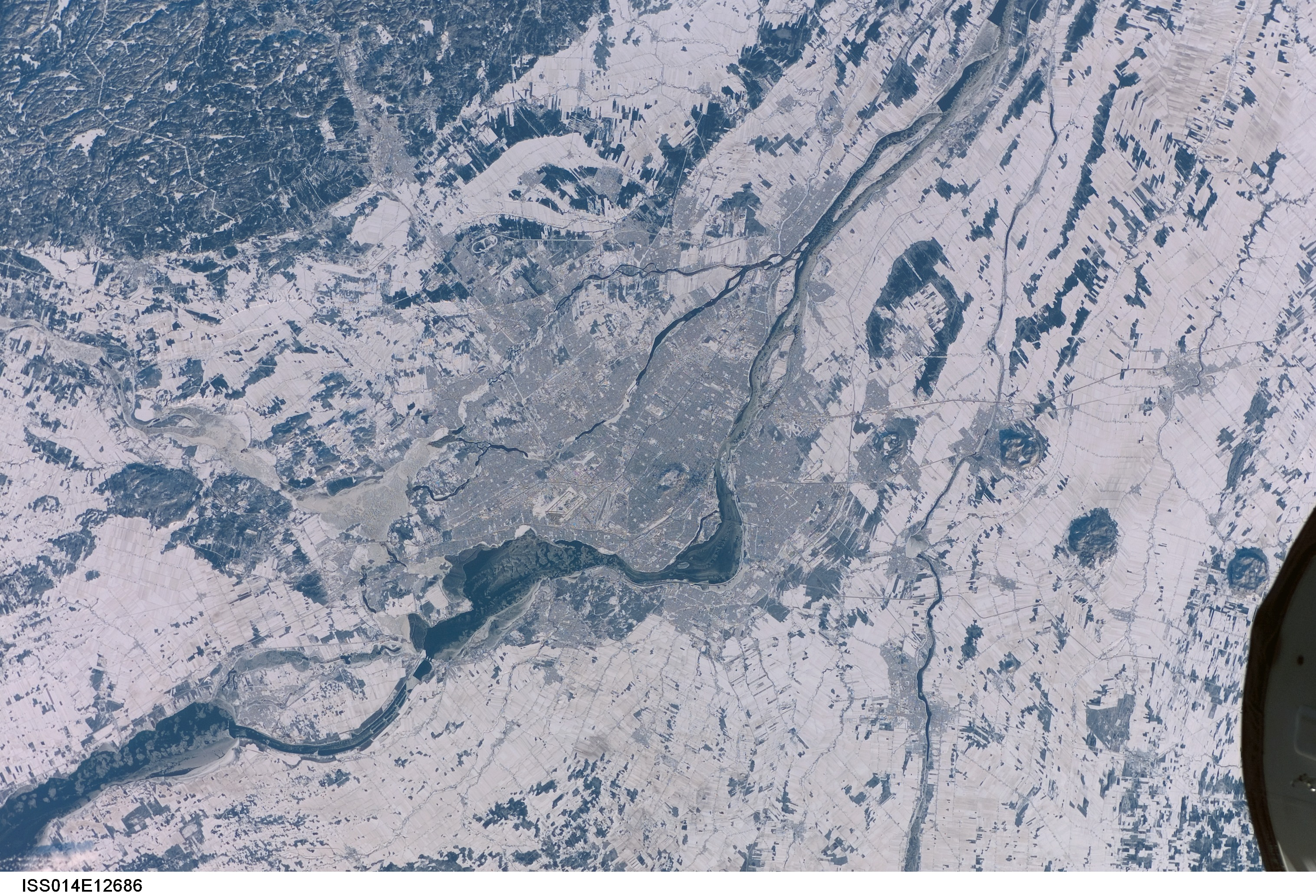
El archipiélago de Hochelaga y la región metropolitana de Montreal, vista desde el espacio.

El archipiélago de Hochelaga, también conocido como Islas de Montreal (francés: archipel d'Hochelaga), son un grupo de 538 islas situadas en la confluencia del río San Lorenzo y el río Ottawa, en el suroeste de la provincia de Quebec, Canadá.
La mayor isla del archipiélago es la isla de Montreal, que es la parte principal de la Ciudad de Montreal. La ciudad también tiene jurisdicción sobre 74 islas más pequeñas del archipiélago, las más notables son Île Bizard, Île Dorval, Île Notre-Dame, Île Sainte-Hélène y la Île-des-Sœurs.
La segunda mayor isla del archipiélago es la Île Jésus, que junto con las Îles Laval y varias islas más pequeñas son parte constituyente de la ciudad de Laval. Otras islas son las Îles de Boucherville e Île Perrot.

## Población
El 1 de julio de 2021, el archipiélago de Hochelaga contaba oficialmente con 2.556.040 habitantes en los siguientes municipios:
| Municipalidad              | Población (2021) | Islas de cada municipalidad                                                        |
| -------------------------- | ---------------- | ---------------------------------------------------------------------------------- |
| Montréal                   | 1 825 208        | Île Bizard Isla de Montreal (parte) Île Sainte-Hélène Île Notre-Dame Île des Sœurs |
| Laval                      | 441 929          | Île Jésus Îles Laval (île Bigras, île Pariseau, île Ronde et île Verte) Île Paton  |
| Dollard-Des Ormeaux        | 50 302           | Isla de Montreal (parte)                                                           |
| Côte-Saint-Luc             | 35 117           | Isla de Montreal (parte)                                                           |
| Pointe-Claire              | 33 714           | Isla de Montreal (parte)                                                           |
| Mount Royal                | 21 844           | Isla de Montreal (parte)                                                           |
| Westmount                  | 21 152           | Isla de Montreal (parte)                                                           |
| Kirkland                   | 20 046           | Isla de Montreal (parte)                                                           |
| Beaconsfield               | 19 942           | Isla de Montreal (parte)                                                           |
| Dorval                     | 19 907           | Isla de Montreal (parte)                                                           |
| Pincourt                   | 15 109           | Île Perrot (parte)                                                                 |
| L'Île-Perrot               | 11 455           | Île Perrot (parte)                                                                 |
| Notre-Dame-de-l'Île-Perrot | 11 366           | Île Perrot (parte)                                                                 |
| Hampstead                  | 7472             | Isla de Montreal (parte)                                                           |
| Montréal-Ouest             | 5300             | Isla de Montreal (parte)                                                           |
| Sainte-Anne-de-Bellevue    | 5048             | Isla de Montreal (parte)                                                           |
| Montréal-Est               | 4094             | Isla de Montreal (parte)                                                           |
| Baie-D'Urfé                | 3944             | Isla de Montreal (parte)                                                           |
| Terrasse-Vaudreuil         | 1985             | Île Perrot (parte)                                                                 |
| Senneville                 | 973              | Isla de Montreal (parte)                                                           |
| L'Île-Cadieux              | 128              | Île Cadieux                                                                        |
| L'Île-Dorval               | 30               | Île Dorval                                                                         |
| Total                      | 2 556 040        | Archipiélago de Hochelaga                                                          |